# Dance Monkey
Dance Monkey – singel australijskiej piosenkarki Tones and I promujący jej debiutancki minialbum pt. The Kids Are Coming. „Dance Monkey” został wyprodukowany przez Konstantina Kerstinga, natomiast tekst piosenki napisała sama artystka. Utwór został wydany 10 maja 2019 jako drugi singel z minialbumu.
Utwór osiągnął ogromny sukces komercyjny, plasując się na pierwszym miejscu na oficjalnych listach przebojów w 35 krajach. W rodzinnym kraju piosenkarki osiągając 16 tygodni na pierwszym miejscu w listopadzie 2019 roku, pobił rekord pod względem liczby tygodni na pierwszym miejscu w historii australijskich notowań, poprzednio prowadzonym przez „Shape of You” Eda Sheerana z 2017 roku. Do tej pory „Dance Monkey” spędził 24 tygodnie na najwyższej pozycji w notowaniu ARIA Charts.
W Wielkiej Brytanii „Dance Monkey” pobił rekord pod względem liczby tygodni spędzonych na szczycie brytyjskiej listy singli przez kobietę, dzięki utrzymaniu się na szczycie listy przez jedenaście tygodni. Poprzedni rekord dziesięciu tygodni był prowadzony wspólnie przez Whitney Houston i jej singel „I Will Always Love You” w latach 1992–1993 oraz „Umbrella” Rihanny i Jay-Z z 2007 roku.

## Teledysk
Teledysk do singla został wyreżyserowany przez Liama Kelly i Nicka Kozakisa, a jego premiera odbyła się 24 czerwca 2019 roku na oficjalnym kanale piosenkarki w serwisie YouTube. Obraz przedstawia Tones and I ucharakteryzowaną na starszego mężczyznę, który wymyka się ze swojego domu wraz z innymi seniorami na imprezę taneczną na polu golfowym. W teledysku wystąpili również Antonios Baxevanidis oraz Ian Carpenter.

## Notowania i certyfikaty
| Lista przebojów (2019)                 | Najwyższa pozycja |
| -------------------------------------- | ----------------- |
| Australia (Top 50 Singles)             | 1                 |
| Austria (Ö3 Austria Top 40)            | 1                 |
| Belgia (Ultratop 50 Singles, Flandria) | 1                 |
| Belgia (Ultratop 50 Singles, Walonia)  | 1                 |
| Chorwacja (HTR)                        | 2                 |
| Czechy (Singles Digitál Top 100)       | 1                 |
| Dania (Tracklisten)                    | 1                 |
| Estonia (IFPI)                         | 1                 |
| Francja (Top Singles & Titres)         | 1                 |
| Finlandia (Suomen virallinen lista)    | 1                 |
| Grecja (IFPI Greece)                   | 2                 |
| Hiszpania (PROMUSICAE)                 | 3                 |
| Holandia (Single Top 100)              | 1                 |
| Irlandia (Singles Chart)               | 1                 |
| Islandia (Tonlist)                     | 1                 |
| Izrael (Media Forest)                  | 1                 |
| Kanada (Billboard Canadian Hot 100)    | 1                 |
| Liban (Lebanese Top 20)                | 2                 |
| Litwa (Singlų Top 100)                 | 1                 |
| Luksemburg (Billboard)                 | 1                 |
| Łotwa (Latvijas Radio)                 | 1                 |
| Malezja (RIM)                          | 1                 |
| Niemcy (Media Control Charts)          | 1                 |
| Nowa Zelandia (Recorded Music NZ)      | 1                 |
| Norwegia (VG-lista)                    | 1                 |
| Polska (AirPlay – Top)                 | 1                 |
| Portugalia (AFP)                       | 1                 |
| Rumunia (Airplay 100)                  | 1                 |
| Słowacja (Singles Digitál Top 100)     | 1                 |
| Słowenia (SloTop50)                    | 2                 |
| Stany Zjednoczone (Hot 100)            | 7                 |
| Szkocja (Official Charts Company)      | 1                 |
| Szwajcaria (Singles Top 100)           | 1                 |
| Szwecja (Sverigetopplistan)            | 1                 |
| Węgry (Single (track) Top 40 lista)    | 1                 |
| Wielka Brytania (UK Singles Chart)     | 1                 |
| Włochy (FIMI)                          | 1                 |

| Kraj                          | Certyfikat          | Sprzedaż   |
| ----------------------------- | ------------------- | ---------- |
| Australia (ARIA)              | 15x platynowa płyta | 1 050 000+ |
| Austria (IFPI)                | 2x platynowa płyta  | 60 000+    |
| Belgia (BEA)                  | 2x platynowa płyta  | 80 000+    |
| Brazylia (Pro-Música Brasil)  | diamentowa płyta    | 160 000+   |
| Dania (IFPI Denmark)          | 2x platynowa płyta  | 180 000+   |
| Francja (SNEP)                | diamentowa płyta    | 333 000+   |
| Hiszpania (PROMUSICAE)        | platynowa płyta     | 40 000+    |
| Holandia (NVPI)               | 2x platynowa płyta  | 160 000+   |
| Kanada (Music Canada)         | platynowa płyta     | 80 000+    |
| Niemcy (BVMI)                 | platynowa płyta     | 400 000+   |
| Nowa Zelandia (RMNZ)          | 3x platynowa płyta  | 90 000+    |
| Polska (ZPAV)                 | 4x diamentowa płyta | 1 000 000+ |
| Portugalia (AFP)              | złota płyta         | 10 000+    |
| Szwajcaria (IFPI Switzerland) | 3x platynowa płyta  | 60 000+    |
| Wielka Brytania (BPI)         | 2x platyna płyta    | 1 200 000+ |
| Włochy (FIMI)                 | 3x platynowa płyta  | 150 000+   |